# 4755 Nicky
4755 Nicky eller 1931 TE4 är en asteroid i huvudbältet som upptäcktes den 6 oktober 1931 av den amerikanske astronomen Clyde Tombaugh vid Lowell-observatoriet. Den är uppkallad efter upptäckarens barnbarn, Nichole Tombaugh.
Asteroiden har en diameter på ungefär 4 kilometer.